# Rodrigo Lindoso
Rodrigo Oliveira Lindoso (São Luís, 6 de junho de 1989) é um futebolista brasileiro que atua como volante. Atualmente joga pelo Madureira.

## Carreira
Rodrigo começou a sua carreira profissional no Maranhão, estado em que nasceu, ganhando destaque no Madureira, do Rio de Janeiro. Se destacou no Campeonato Carioca de 2010 e jogou a Série D do mesmo ano

### Primeira passagem pelo Rio: Madureira e Fluminense
Se transferiu em 2011 para o Fluminense. No time carioca, foi pouco aproveitado tanto em 2011 como em 2012, sendo repassado ao Criciúma, onde também não teve muitas oportunidades.
Ainda em 2012, Lindoso retorna ao Madureira em definitivo após dois empréstimos, onde novamente atua em alto nível no Carioca do ano seguinte, sendo vice-artilheiro da competição e marcando presença na seleção do campeonato.

#### Futebol Português
Em junho de 2013 assinou um contrato válido por quatro épocas com o Club Sport Marítimo, de Portugal.

### Retorno ao Madureira
No ano seguinte de 2014, retorna pela segunda vez ao Madureira e mantém uma longa sequência de jogos tanto no Estadual quanto na Série C. Pelo Madureira, Lindoso chegou a marca de 118 partidas, marcando 33 gols, tornando assim, um dos jogadores que mais atuaram pelo Tricolor Suburbano nos últimos tempos.

### Botafogo
Em 2015, assinou contrato com o Botafogo.
Assumiu a titularidade e jogou 12 partidas pela Série B daquele ano, se sagrando campeão. Com isso, assinou contrato em definitivo por dois anos com o clube carioca, até o fim de 2017. Fez parte do elenco que disputou o Carioca de 2016 e que se classificou para a Libertadores do ano seguinte.
Em julho de 2017, renovou seu contrato por mais duas temporadas, até o final de 2019.
Em setembro, alcança a marca de 100 jogos pelo Botafogo, na vitória de 2 a 0 sobre o Santos. Em 2018 conquista seu segundo título com a camisa alvinegra, com a conquista do Campeonato Carioca. Lindoso ainda acabou sendo escalado na seleção do campeonato.
Continuou se destacando principalmente no Brasileirão, marcando gols importantes contra Vitória, América-MG e Corinthians, partidas nas quais o Botafogo venceu. Foi um dos jogadores responsáveis pelo acesso a Sul-Americana de 2019 e na luta contra o rebaixamento.

### Internacional
Em 8 de janeiro de 2019 o Internacional confirmou a contratação do volante.

## Títulos
Nacional-PR
- Campeonato do Interior Paranaense: 2009

Fluminense
- Campeonato Carioca: 2012

Madureira
- Taça Rio: 2015

Botafogo
- Campeonato Brasileiro - Série B: 2015
- Campeonato Carioca: 2018